# Michael Bond (rugby à XV)
Pour les articles homonymes, voir Bond.
Pour l’auteur britannique, voir Michael Bond.

a Compétitions nationales et continentales officielles uniquement.

Dernière mise à jour le 10 septembre 2024.
Michael Bond, né le 27 janvier 1987, est un joueur australien de rugby à XV évoluant au poste de centre.

## Biographie
Michael Bond commence sa carrière au rugby à XIII : il est élu "School player of the year" australien en 2004 puis joue pour les Broncos de Brisbane et les Roosters de Sydney. Il passe ensuite au rugby à XV à North Brisbane. En 2010, il s'engage au Biarritz olympique, avant de retourner en Australie deux saisons plus tard. En 2014, il rejoint la Top League et les Canon Eagles.